# 名古屋市立飯田小学校
名古屋市立飯田小学校（なごやしりつ いいだしょうがっこう）は、愛知県名古屋市北区平安二丁目7番14号にある公立小学校。

## 歴史

### 沿革
- 1931年（昭和6年） - 飯田尋常小学校として創立[WEB 1]。
- 1940年（昭和15年） - 下飯田尋常小学校を分離する[WEB 1]。
- 1941年（昭和16年） - 名古屋市飯田国民学校と改称する[WEB 1]。
- 1947年（昭和22年） - 名古屋市立飯田小学校と改称する[WEB 1]。
- 1948年（昭和23年） - 下飯田尋常小学校を再統合するが、同年名古屋市立名北小学校として再分離する[WEB 1]。
- 1955年（昭和30年） - 特殊学級を開設する[WEB 1]。
- 1960年（昭和35年） - 校歌を制定する[WEB 1]。
- 1976年（昭和51年）4月1日 - 分校を設置する[1]。
- 1979年（昭和54年） - 名古屋市立宮前小学校を分離する[WEB 1]。
- 2004年（平成16年） - 情緒障害児学級として「あおぞら学級」を開設する[WEB 1]。

### 児童数の変遷
『愛知県小中学校誌』（2018年）によると、児童数の変遷は以下の通りである。
| 1947年（昭和22年） | 1022人 |  |
| 1957年（昭和32年） | 1565人 |  |
| 1967年（昭和42年） | 1519人 |  |
| 1977年（昭和52年） | 1797人 |  |
| 1987年（昭和62年） | 931人  |  |
| 1997年（平成9年）  | 672人  |  |
| 2007年（平成19年） | 539人  |  |
| 2017年（平成29年） | 476人  |  |

## 通学区域
所管する名古屋市教育委員会は、2018年（平成30年）9月1日現在、北区のうち、御成通・上飯田通・上飯田西町・上飯田南町1丁目〜3丁目・上飯田南町5丁目・彩紅橋通・八龍町・平安通・平安一丁目・平安二丁目・山田西町の全域および大曽根四丁目・山田一丁目・山田二丁目の各一部を通学区域として指定している。
また、卒業後の進学先は名古屋市立大曽根中学校となっている。

## 交通アクセス
- 名古屋市営地下鉄名城線・名古屋市営地下鉄上飯田線 平安通駅が最寄り駅である[WEB 2]。

### WEB
1. 1 2 3 4 5 6 7 8 9 10  “学校案内”.   名古屋市立飯田小学校. 2017年5月9日閲覧。
2. 1 2  名古屋市教育委員会事務局総務部企画経理課企画統計係 (2018年9月18日). “北区の小・中学校一覧”.   名古屋市. 2018年11月14日閲覧。
3. ↑  名古屋市教育委員会事務局総務部教育環境計画室計画係 (2018年9月1日). “名古屋市立小・中学校の通学区域一覧（北区）” (PDF).   名古屋市. 2018年11月15日閲覧。
4. ↑  名古屋市教育委員会事務局総務部教育環境計画室計画係 (2018年4月1日). “名古屋市立中学校区一覧（小→中）” (PDF).   名古屋市. 2018年11月14日閲覧。

### 書籍
1. ↑  名古屋市会事務局 1995, p. 44.
2. ↑  六三制教育七十周年記念 愛知県小中学校誌 合同記念誌編集特別委員会 2018, p. 176.